# ゆにクリエイト
株式会社ゆにクリエイト（ゆにくりえいと、英: unicreate Co., Ltd.）は、東京都台東区に本社を置き、バーチャルYouTuberの制作・運営や音響・映像のスタジオレンタルを主に行う日本の企業。

## 概要
「新しい時代のコンテンツを創出するために」をミッションとし、主にXRコンテンツ（AR、MR、SR、VR 等の総称）を制作している。
また、キャラクター映像制作に関しては最新鋭のモーションキャプチャースタジオ、音声収録・編集スタジオ、動画編集スタジオを所有しており、コンテンツを自社完結で制作することが可能。
かつては、バーチャルYouTuber事務所としても活動しており、2022年に「ライヴラリ」と事務所名を命名したが、2023年10月から11月にかけて所属タレントが全員活動終了した。

## 経歴
- 2018年
  - 4月29日、赤月ゆにが活動を開始[3]。
  - 6月15日、法人として登録[4]。
- 2019年
  - 4月1日、秋田県赤十字センターとのコラボレーションキャンペーンが開始[5]。
- 2020年
  - 4月21日、餅月ひまりが加入[6]。
- 2022年
  - 4月26日、図月つくるがデビュー[7][8]。
  - タレントの所属事務所名を「ライヴラリ」に決定する[9]。
- 2023年
  - 2月13日、無月めもりがデビュー[10]。
  - 10月31日、赤月ゆに、無月めもりが活動終了[11]。
  - 11月24日、図月つくるの活動終了が発表された。
  - 11月30日、餅月ひまりの活動終了が発表された。

## 事業内容
- シナリオ、デザイン、技術開発を自社で行うキャラクター映像制作[12]
- キャラクターをリアルな動きで表情豊かに動かす、ハイエンドなバーチャルキャラクター制作環境の提供[13]

## ライヴラリに所属していたYouTuber
- 赤月ゆに
- 餅月ひまり
- 図月つくる
- 無月めもり